# Párizsi udvar
A Párisi udvar egy historizáló stílusú lakó- és irodaház Budapest V. kerületében, a Ferenciek terén. Eredetileg a Belvárosi Takarékpénztár székháza volt. Ennek földszinti, belső része a Párizsi udvar, ami Budapest egyetlen, máig megmaradt 20. század eleji bevásárlóudvara.

## Története

### Az előd: a Brudern-ház

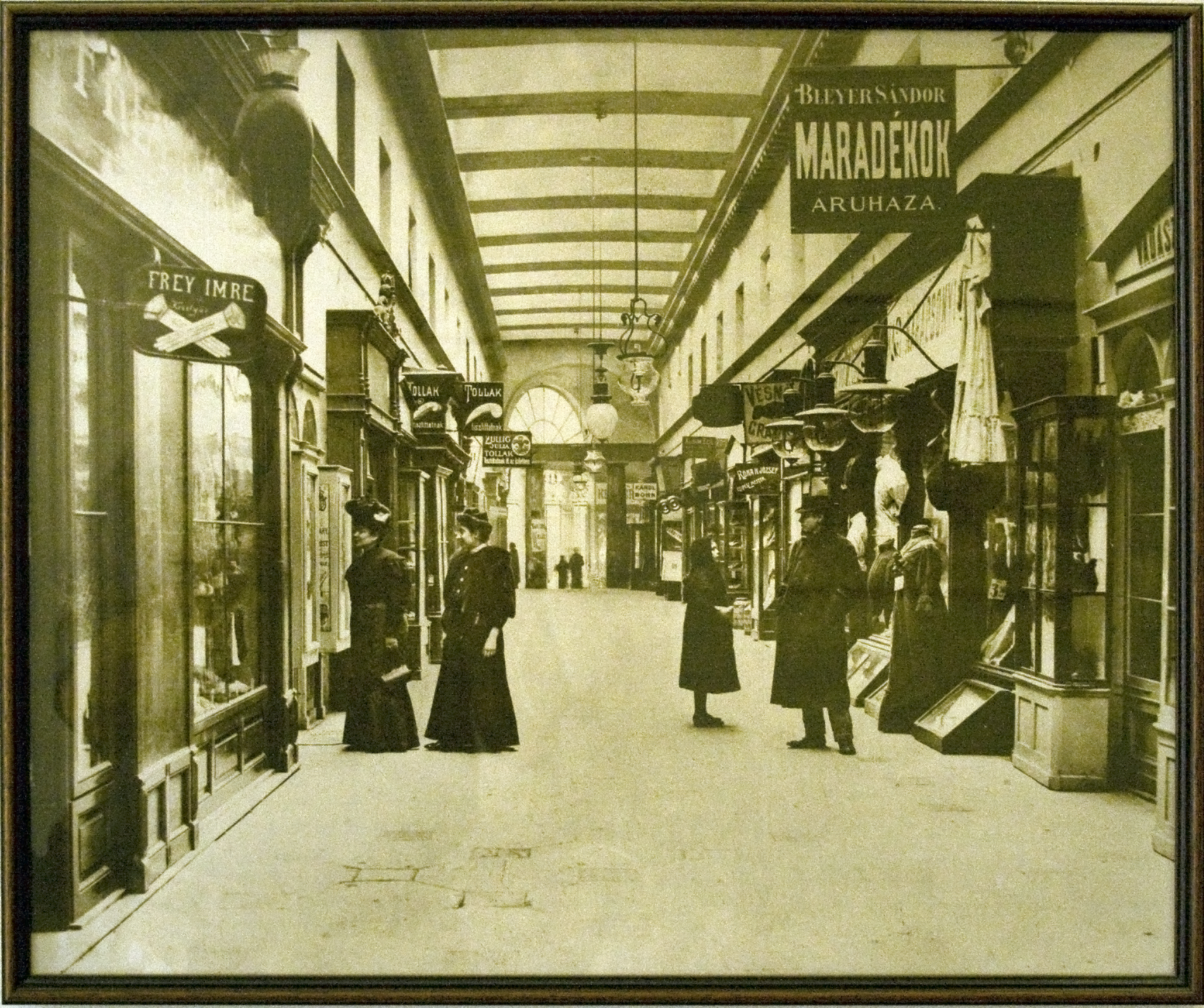
A jelenlegi épület helyén állt egykori „Párizsi-ház” belső üzletsora

Az egykori bankszékház helyén állt korábbi épületet Pollack Mihály tervei alapján építtette 1817-ben báró Brudern József. Ez az épület volt Magyarország egyik első, modern értelemben vett üzletháza. Pollack a hiedelem szerint az 1810 körül épült párizsi Passage des Panoramas mintájára alakította ki az üzletsori folyosót, a passzázst, ami miatt a pesti köznyelv hamar „Párisi-ház” néven kezdte emlegetni. Az eredeti Brudern-ház fénye idővel megkopott, a 19. század végi nagy városrendezések során 1883-ban előbb részben, majd a 19. század–20. század fordulóján majdnem teljesen lebontották, a telket pedig 1906-ban megvásárolta a Belvárosi Takarékpénztár, hogy ott építtesse fel új központját. A bank 1907. december 31-i határidővel hirdetett tervpályázatára összesen 43 pályamű érkezett.
A tervek közül az igazgatóság 1908. március 27-i ülésén hármat, Korb Flóris és Giergl Kálmán, Hübner Jenő és Mészner Sebestyén, valamint Bálint Zoltán és Jámbor Lajos terveit 6–6000, további ötöt pedig 2–2000 koronával díjazott. Közülük a vezetőség a szomszédos Klotild paloták két épületét is tervező Korb és Griegl közös munkáját tartotta a legjobbnak, a megbízást végül mégis Schmahl Henriknek adták. Megtehették, mivel előre külön kikötötték, hogy a pályázat lezárása után is szabadon választhatnak a beérkezett pályaművek közül.

### Az épület felépítése
A munkálatok 1909. május 15-én kezdődtek meg, amikor minden engedély megérkezett. A Brudern-ház maradékát, illetve a telken álló többi épületet a nyár során elbontották, majd megkezdődött a tényleges építkezés.
A ház trapéz alakú saroktelekre épült, a négyből két oldalán a szomszédos épületekhez csatlakozik. Szabadon álló oldalai a Ferenciek tere és a Petőfi Sándor utca felé néznek. Schmahl az épület sarkát egyszerűen levágta és az így létrehozott „ötödik oldalon” képezte ki a főhomlokzatot és vele a bankfiók főbejáratát, amely egyenesen a bank pénztárteremébe vezetett, ahonnan a magánszéfek termébe lehetett továbbmenni. Schmahl a tervezéskor figyelembe vette a hely történelmét is, vagyis azt, hogy ott több mint 90 évig egy üzletház, a „Párisi-ház” állt. Ezt a szerepet a földszint vitte tovább „Párisi udvar” néven, amely funkcióját tekintve ugyanolyan passzázs lett, mint elődje volt. Az 1. és 2. emeletekre kerültek a pénzintézet irodái, a felsőbb szinteken pedig bérlakásokat alakítottak ki. A Petőfi Sándor utcai oldal tetőszintjén kapott helyet Uher Ödön fényképész műterme.
1911-ben helyezték üzembe a lifteket, de teljesen csak Schmahl 1912-es halála után valamikor 1912-ben, vagy 1913-ban adták át, az eredetileg kitűzött határidőhöz képest jelentős csúszással.
Az épület építkezésénél számos magyar és külföldi vállalkozás működött közre. A passzázs hatszögű terét a Haas és Somogyi cég által gyártott, préselt üveg, úgynevezett luxferprizmákkal fedték le, melynek elkészítése és összeszerelése Fábián Gáspár beszámolója szerint másfél évet vett igénybe. A közkelektű vélekedéssel szemben a Párizsi udvar kerámia burkolatú homlokzata csak részben származik a Zsolnay gyárból, jórészt németországi gyárak szállították le őket. A 2. emelet előtt húzódó erkély és az alatta levő homlokzati sáv elemei készültek csak a pécsi gyárban. Schmahl a szállítások akadozása miatt 1909–1910 telén Németországba utazott, ahol beszállítókat keresett. Szintén külföldi a beszállítók közé tartozott a Villeroy & Boch cég, akik a pénztárcsarnok fajanszmunkáit és a passzázs padlóburkolatát készítették.

### Az épület további sorsa

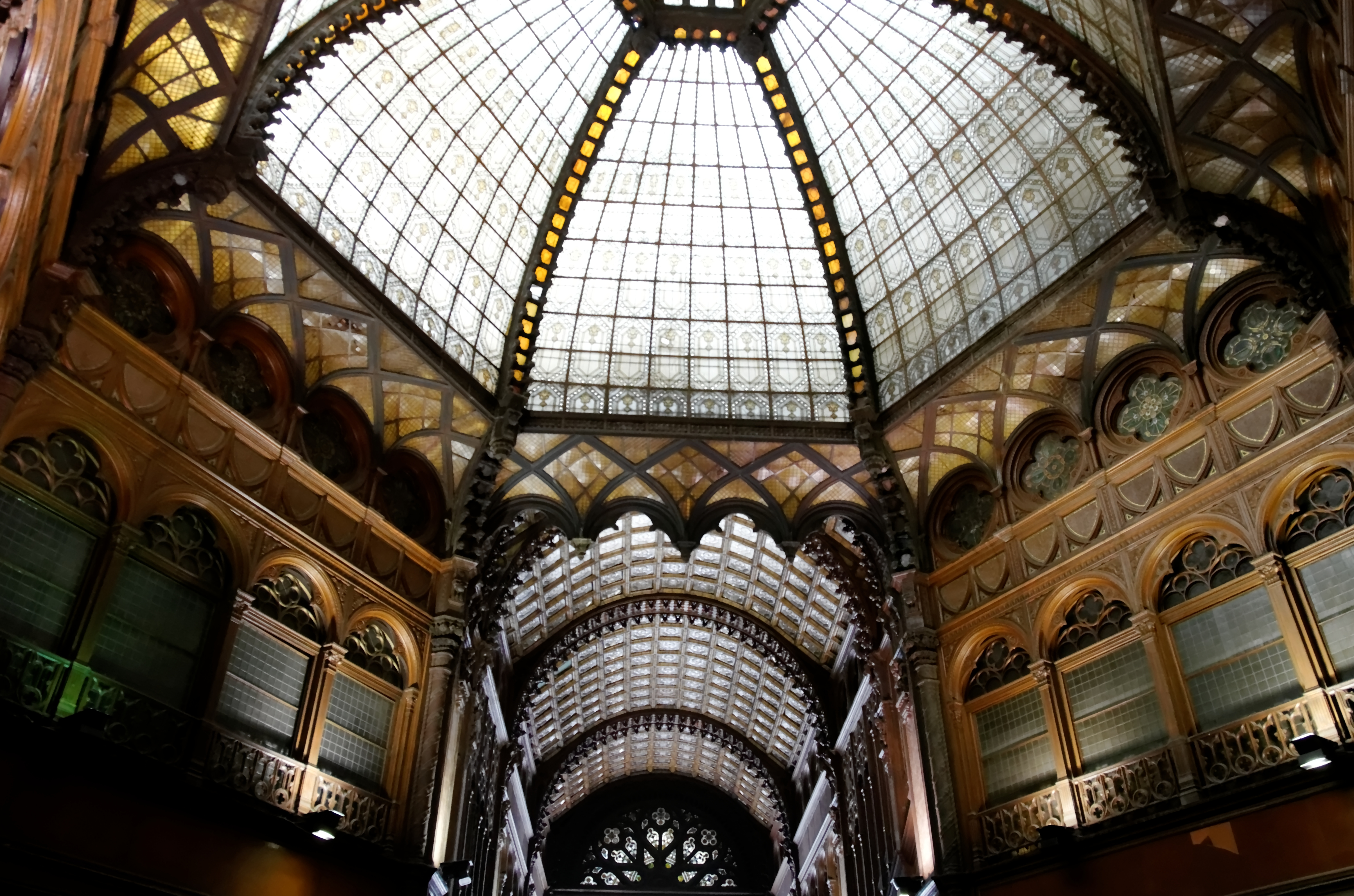
A Párizsi udvar belső szerkezete, az üvegkupolánál

A mór és gót stílust keverő historizáló eklektikus iroda- bér-, és üzletház a második világháború során nem sérült meg komolyabban, viszont a kiépülő szocialista rendszer 1949-ben a banki ingatlanvagyon részeként államosította és saját elképzelései szerint „felújította” belső tereit, átalakította lakásait. Az egykori pénztárterem eredeti pompáját szinte teljesen felszámolták, eltüntetve a Spiegel Frigyes tervei nyomán készült szecessziós enteriőrt, mielőtt 1960 tavaszán az IBUSZ birtokba nem vette. Ez után hosszú ideig IBUSZ-palota néven is emlegették az épületet. A földszintre beköltöző üzletek közül az 1952-ben megnyitott és a 2015-ig működő Jégbüfé tett szert komolyabb népszerűségre.
Az 1960-as években az új Erzsébet híd építéséhez kapcsolódóan tatarozták először, majd az 1980-as években másodszor. Mindkét alkalommal érthetetlen módon tovább rombolták a díszítéseket az időközben, 1976-ban műemlékké nyilvánított épületben. Az első alkalommal bontották el a bevásárlóudvart bevilágító, üvegkupolán kívülre rejtett lámpákat és helyette utat nyitottak felfelé a természetes fénynek. A második „felújítás” során bontották el egyebek mellett a lépcsőházi csillárok üvegezését, meszelték le a lépcsőházak díszítményeit és festették feketére a réz kapaszkodókat. A különböző munkálatok ellenére a ház állaga folyamatosan pusztult, a rosszul bevilágított, sötét Párizsi udvar pedig ezzel párhuzamosan ürült ki. A Cartographia térképboltja húzta a legtovább.

### A rendszerváltás után
A rendszerváltás környékére a bevásárlóudvar már gyakorlatilag üresen állt, ami azóta sem változott. 2010-ben a tulajdonos V. kerületi önkormányzat pályázaton próbálta értékesíteni a déli Klotild palotával, valamint a Szent István tér 15. szám alatti épülettel egy csomagban, amit az SCD Group nyert meg. A cég végül az elhúzódó gazdasági válságra hivatkozva kitáncolt az üzletből.
2014 nyarán az önkormányzatnak sikerült értékesíteni a házat: a vevő 2,1 milliárd Ft-ért a Mellow Mood Group projektcége, a Párizs Property Kft. lett. A tervek szerint az épületet (a vételárat is beleértve) 12 milliárd forintos beruházással felújítják, benne ötcsillagos szállodát, valamint éttermeket, kávézókat, üzleteket, konferenciatermet és fitneszrészleget alakítanak ki. A tervezéssel az Archikon Kft.-t bízták meg 2015 februárjában, a kivitelező kiválasztására pedig 2015 nyarán került sor. 2016 tavaszán megkezdték az épület teljes körű renoválását, a Petőfi Sándor utca átmenő forgalomtól való lezárása mellett, a Jégbüfét az utca páratlan oldalára költöztetve.
2019 nyarán befejeződött az épület felújítása. Ünnepélyes megnyitójára – a külgazdasági és külügyminiszter jelenlétében – november 29-én került sor. A befektetők arab üzletemberek (Mellow Mood Group cégcsoport), a Párisi Udvar a Hyatt hotellánc szállodájaként működik.

## Képgaléria

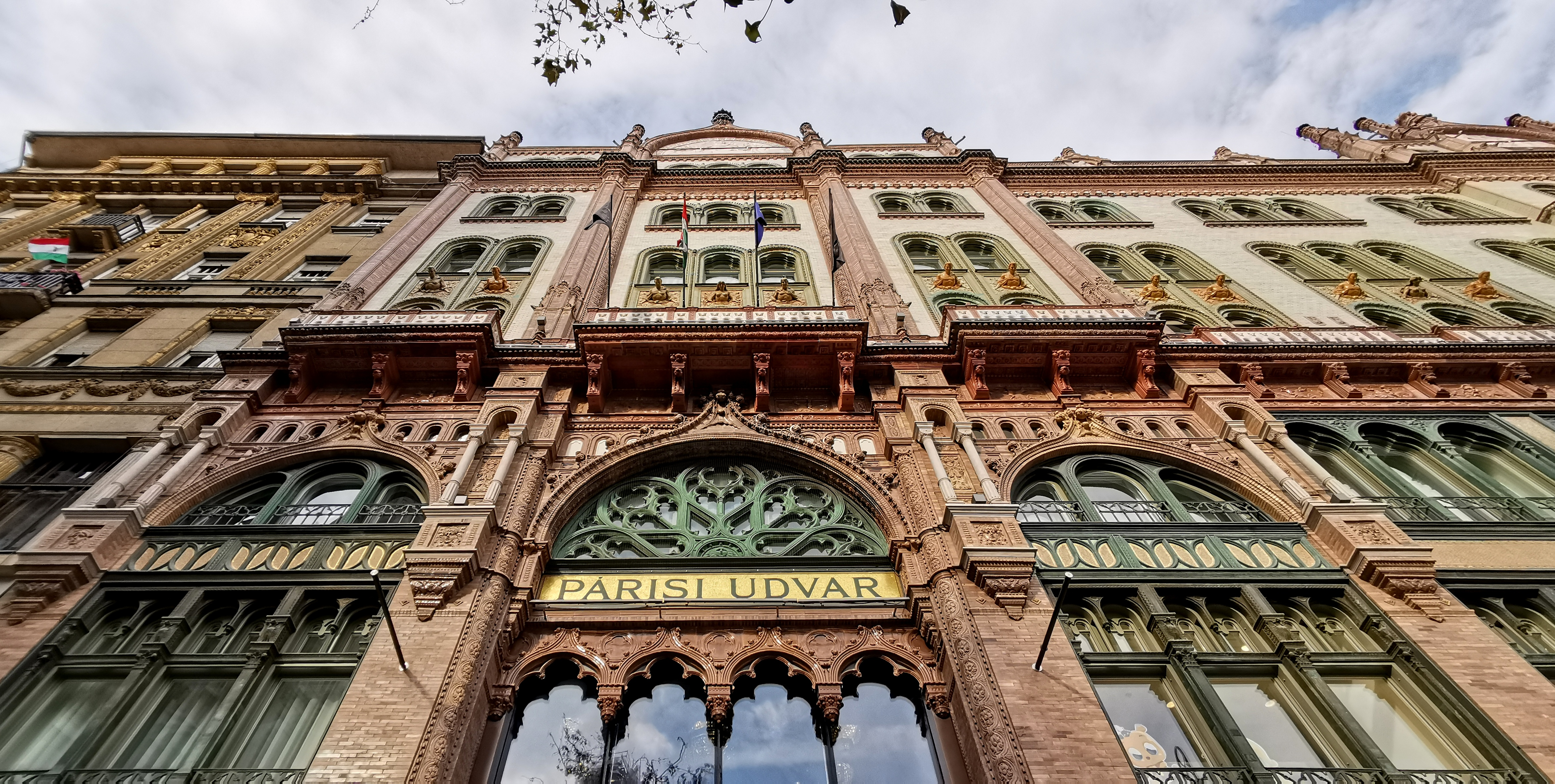
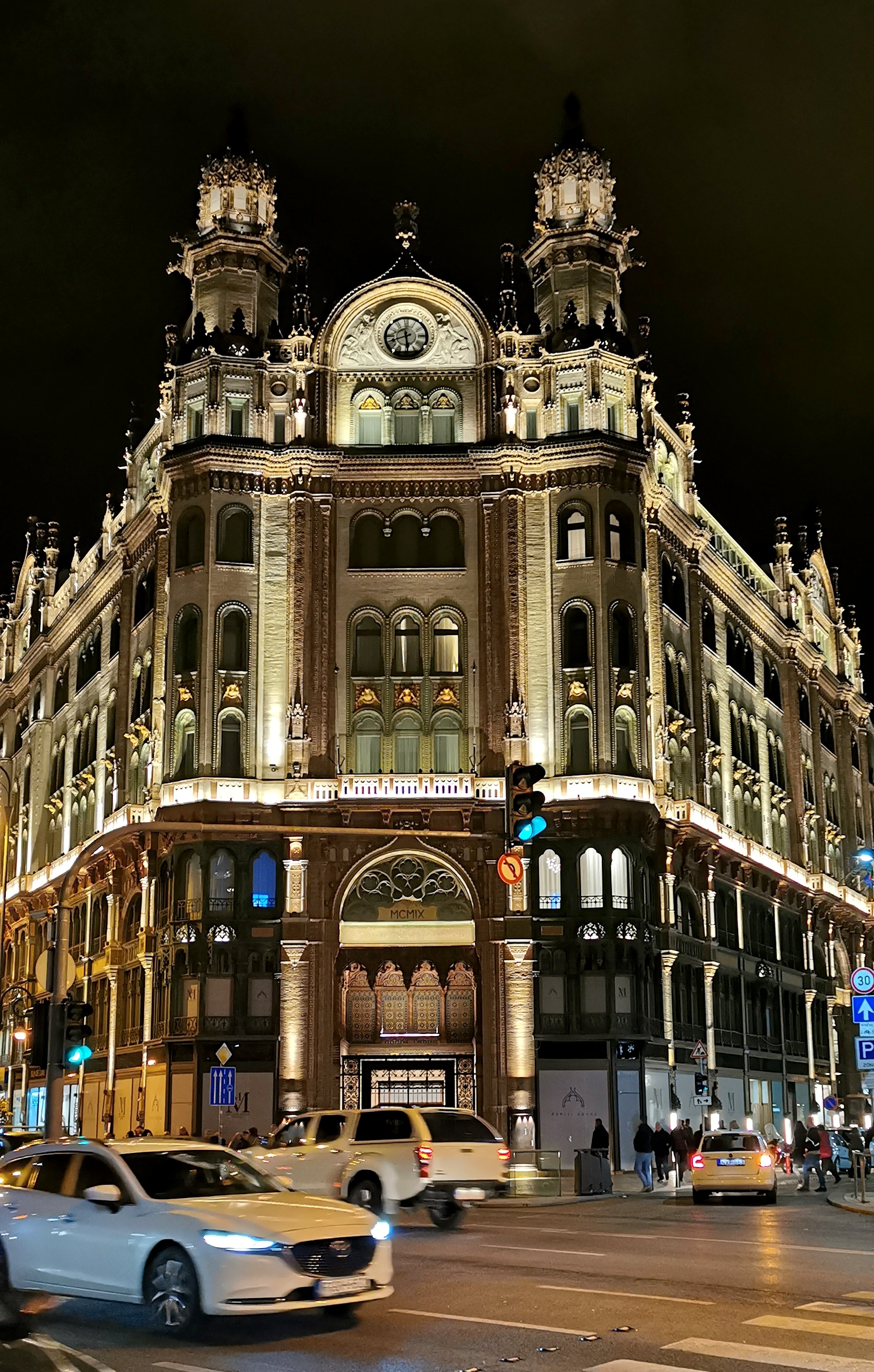
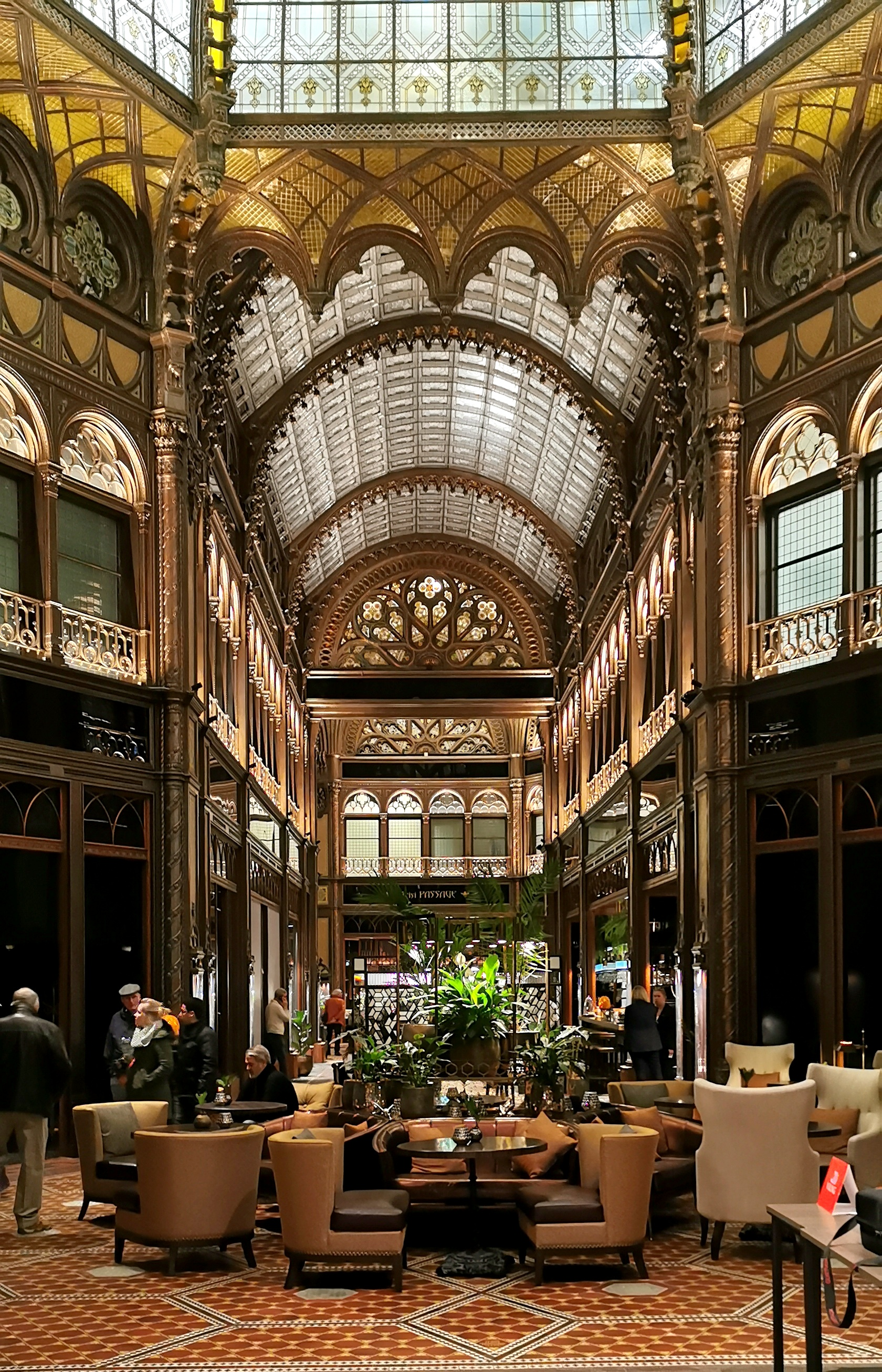
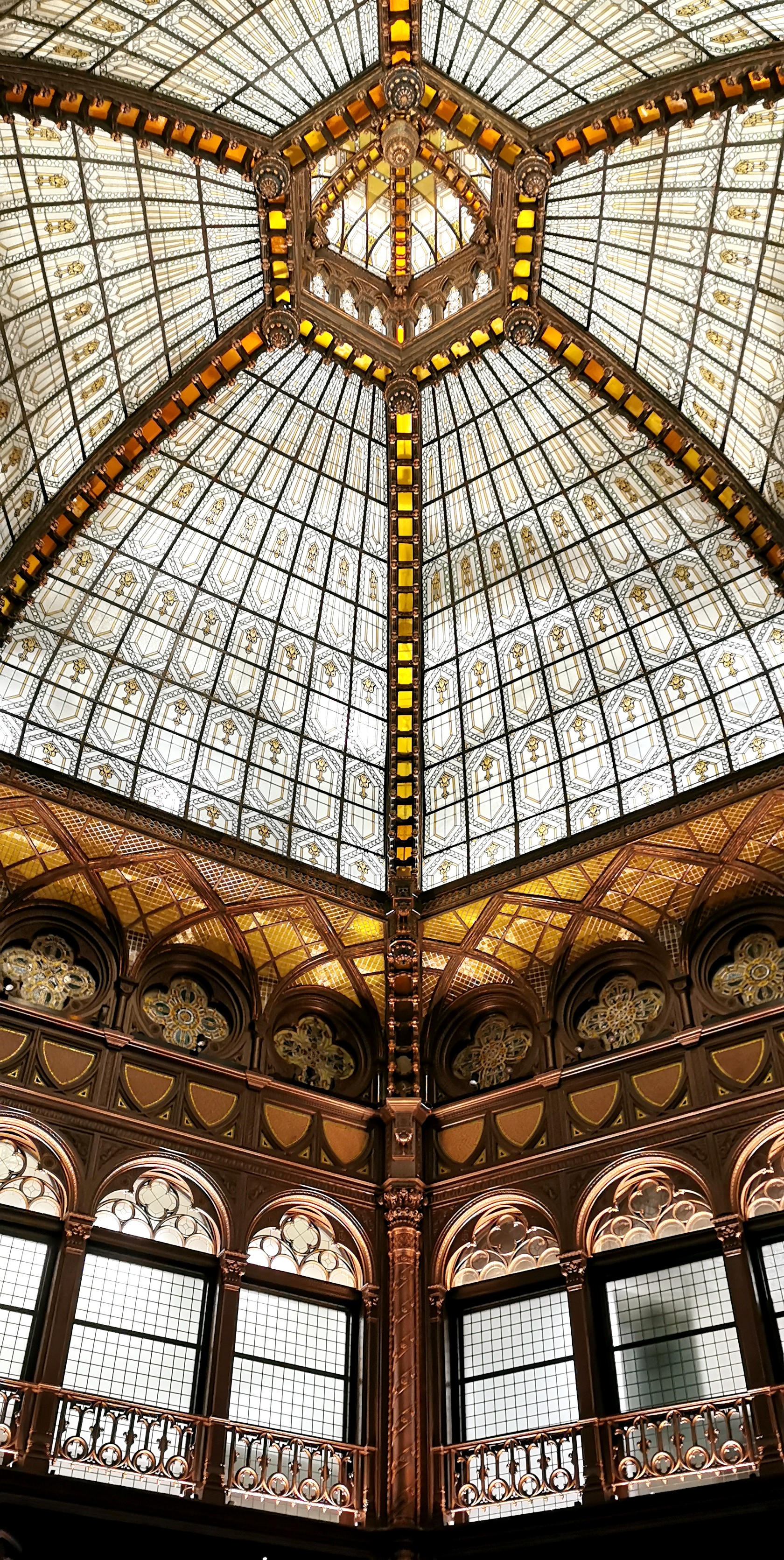
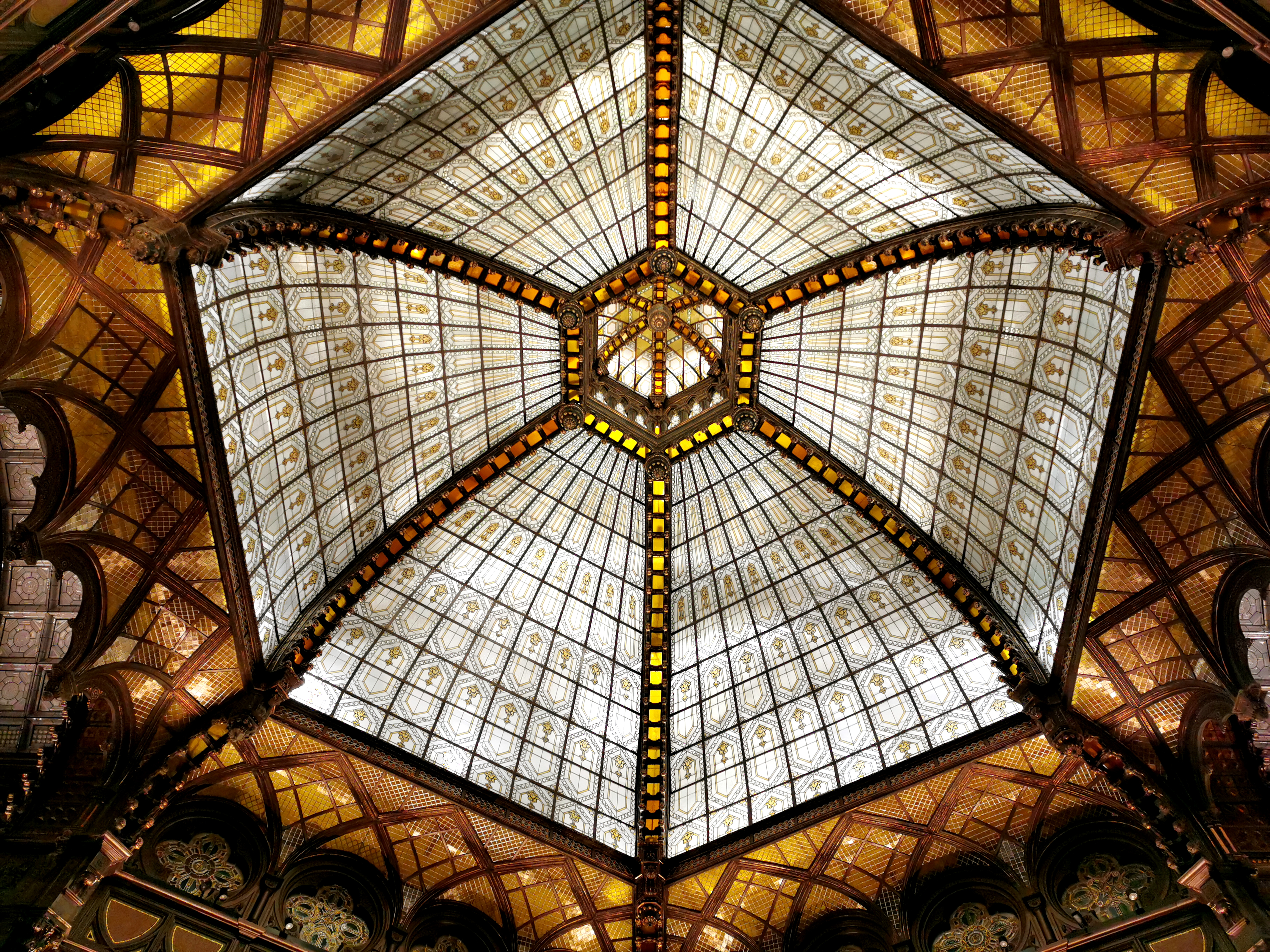

A 2019-es felújítás után…